# لاسال براون
لاسال براون (انگلیسی: Lascelles Brown؛ زادهٔ ۱۲ اکتبر ۱۹۷۴) ورزشکار بابسلد اهل کانادا است.
وی در مسابقات کشوری و بین‌المللی در مجموع برندهٔ ۱ مدال طلا، ۲ مدال نقره، ۲ مدال برنز شده‌است.